# Йонаш Віталій Петрович
Віталій Петрович Йонаш (нар. 6 липня 1965, Рахів, Закарпатська область) — авіаційний інженер, військовослужбовець ЗСУ, полковник.

## Біографія
Народився 6 липня 1965 року у м. Рахів Закарпатської області.
У 1982 році закінчив Рахівську ЗОШ № 2.
У 1985 році закінчив Васильківське військове авіаційно-технічне училище. Отримав звання лейтенанта та фах авіаційного техніка літака Су-24.
Розпочав службу у м. Бердичів (військова частина 18365) на посаді бортового техніка вертольотів типу Мі-24 різних модифікацій.
З 03 по 12 травня 1986 року у складі екіпажу Мі-24 РХР (радіохімічна розвідка) брав участь у ліквідації наслідків чорнобильської катастрофи. Основним завданням було проведення замірів рівня радіації в населених пунктах 10—30 кілометрової зони, за результатами яких приймались рішення щодо переселення людей з зараженої зони.
З липня 1988 по лютий 1989 року проходив службу в Афганістані (військова частина п.п. 19888, 262 обве, аер. Баграм).
У червні 1995 року закінчив Київський інститут військово-повітряних сил і продовжив службу на посаді старшого бортового інженера-інструктора 1-ї бригади армійської авіації Сухопутних військ Збройних Сил України (військова частина А-2128, м. Бердичів).
З серпня 1996-го по лютий 1997 року проходив службу у складі 8-ї окремої вертолітної ескадрильї Місії ООН у Східній Славонії (ПАООНСС), аер. Кліса.
У 1998—1999 роках брав участь у підготовці національних кадрів Республіки Гвінея (аер. Конакрі).
Червень — жовтень 2001 року — забезпечував виконання польотів на гасіння масштабних лісових пожеж у Португальській Республіці (аер. Віла Реал).
З жовтня 2004 по березень 2005 року проходив службу у складі 56 окремого вертолітного загону Місії ООН у Ліберії (аер. Робертсфілд, Монровія).

## Родина
- Батько — Йонаш Петро Іванович.
- Мати — Йонаш Анна Дмитрівна.

## Нагороди
- Орден «За службу Батьківщині у Збройних Силах СРСР» III ступеня, Указ від 04.04.1989 року.
- Медаль «70 років Збройних Сил СРСР» 23.02.1988 року.
- Медаль «Воїну-інтернаціоналісту від вдячного афганського народу». Указ Президента Республіки Афганістан від 15.09 1988 року.
- Медаль ООН UNTAES № MI2611103 від 31 жовтня 1996 року. (Східна Славонія).
- Медаль ООН UNMIL від 12.2004 року. (Республіка Ліберія)
- Орден «За заслуги» (Україна) III ступеня[1]., Указ Президента України від 26.04.2002 року.
- Відзнака «Знак пошани» № 1232 наказ МО України від 17 квітня 2006 року № 145.
- Орден «За заслуги» (Україна) II ступеня[2], Указ Президента України № 477 від 23.05.2008 року.
- Медаль «Захиснику Вітчизни» Указ ПУ від 14.10.1999 року.
- Медаль «10 років Збройним Силам України» № 40009. Наказ МО України № 937 від 28.11.2001 року.
- Медаль «15 років Збройним Силам України», Наказ МО України № 853 від 09.10.2006 року.
- Нагрудний знак «15 років аеромобільним військам Сухопутних військ Збройних Сил України». Наказ КСВ ЗСУ № 447 від 27.07.2007 року.
- Медаль «За сумлінну службу» I ступеня. Наказ МО України № 1457 від 06.11.2006 року.
- Почесний нагрудний знак «За досягнення у військовій службі» II ступеня. Наказ НГШ — ГК ЗСУ № 547 від 07.12.2007 року.
- Нагрудний знак «Воїн-миротворець» Наказ МО України № 223 від 17.05.2006 року (Східна Славонія, Косово).
- Нагрудний знак «Воїн-миротворець» Наказ МО України № 226 від 17.05.2006 року (Ліберія).
- Відзнака «Ветеран військової служби» наказ МО України від 18 лютого 2008 року № 110.